# Rent (Film)
Rent ist die Verfilmung des gleichnamigen Broadway-Musicals. Regie führte Chris Columbus. Robert De Niro war einer der Produzenten. Der Film basiert wie auch das Musical auf Puccinis La Bohème. Rent lief in Deutschland am  13. April 2006  an.

## Handlung
Zu Beginn des Filmes stehen die 8 Hauptdarsteller auf einer Bühne und singen das Eröffnungslied. Die Geschichte beginnt am 24. Dezember 1989 um 21:00 Uhr. Der Filmemacher Mark Cohen beschließt, ohne Script zu filmen, um endlich eine bedeutende Dokumentation zu drehen. Zusammen mit dem ehemals erfolgreichen Musiker Roger Davis lebt er in einem Appartement der Avenue A, deren Häuser bald abgerissen werden sollen. Beide können die letzte Jahresmiete und den Strom nicht bezahlen. Ein alter Freund von Roger und Mark, Collins, ein Philosophieprofessor, kommt vorbei, wird aber in einer Seitengasse ausgeraubt und zusammengeschlagen. Aus Frust und Wut über die Hauseigentümer und den abgestellten Strom verbrennen Mark und Roger alles Papier, das sie im Haus haben, es kommt zur Revolte der Hausbewohner der gesamten Straße und sie werfen ihre brennenden Mahnungen auf die Straße.
Der Schwiegersohn des Hauseigentümers, Benny, der vor Jahren mit Mark, Roger, Collins und Marks ehemaliger Freundin Maureen in diesem Haus gewohnt hatte, versucht Mark und Roger dazu zu überreden, ihn zu unterstützen. Maureen, die Mark für eine Anwältin namens Joanne verlassen hatte, plant eine Demonstration gegen Bennys Pläne, das Viertel umzubauen. Mark und Roger sollen sie daran hindern und könnten dafür kostenlos in ihrem Appartement wohnen.
Der junge Straßenkünstler und Transvestit Angel findet Collins und bringt ihn zu „Life Support“, wo sich Menschen mit AIDS treffen. Collins erzählt ihm zuvor, dass auch er AIDS hat. Mark macht sich auf die Suche nach Collins. Roger erinnert sich daran, als er noch erfolgreich war und wie er seine Freundin April kennenlernte, die ihn später in den Drogensumpf mitzog und ihn unwissentlich mit HIV infizierte. Er wird von seiner jungen Nachbarin Mimi gestört, die ihn bittet, ihr Feuer für ihre Kerze zu geben, da der Strom immer noch abgeschaltet ist. Sie bläst es aber immer wieder heimlich aus, um nicht gehen zu müssen. Roger, ehemals drogenabhängig, versucht ihr ein Tütchen Drogen wegzunehmen und ihr den Konsum auszureden. Mimi becirct ihn aber, um es zurückzubekommen, nimmt es und verlässt die Wohnung.
Am nächsten Tag taucht Collins auf und berichtet Mark und Roger, wie er Angel kennengelernt hat. Dieser hat gerade viel Geld verdient und erzählt, wie er durch Trommeln einen nervigen Hund ins Jenseits trieb. Mark wird währenddessen von Maureen angerufen, die Probleme mit ihrer Technik hat. Collins und Angel wollen, dass Roger mit zu „Life Support“ geht, doch er lehnt zunächst ab. Mark jedoch sagt, dass er nach dem Richten von Maureens Technik nachkommt. Als Mark dort eintrifft, ist Maureen nicht da, dafür ihre Lebensgefährtin Joanne. Die beiden tauschen sich über Maureens Unzuverlässigkeit aus.
Mark taucht noch zu Beginn der Runde von Life Support auf. Die Gruppe spricht über ihre Ängste. Am Abend tritt Mimi als Tänzerin in einem Club auf. Sie besucht Roger zum zweiten Mal, wird von ihm aber aufgrund ihrer Drogensucht und scheinbaren Wankelmütigkeit sehr unfreundlich weggeschickt. Am nächsten Tag treffen sich Mark, Collins und Angel wieder bei Life Support, wo auch Roger erscheint. Anschließend fahren Mark, Roger, Collins und Angel in der U-Bahn und Collins schlägt vor nach Santa Fe zu gehen und dort ein Restaurant zu eröffnen.
Angel und Collins gehen alleine weiter, vertiefen ihre Beziehung und gestehen sich ihre Liebe. Am Abend findet Maureens Demonstrationsveranstaltung statt und alle treffen sich dort. Sie wird von Polizisten gestört. Mark nimmt dies jedoch auf und verkauft die Aufnahmen ans Fernsehen. Nach dem missglückten Protest preisen die Freunde in einem Restaurant das Leben in der Bohème. Mimi gesteht dabei Roger, dass sie auch AIDS hat, und die beiden kommen zusammen.
Zu Neujahr gehen Mark, Roger, Collins, Mimi, Maureen und Joanne zu Mark und Roger, wo sie erst die Haustür aufbrechen müssen und feststellen, dass Benny die Wohnungen hat räumen lassen. Mark nimmt einen Job bei einem Fernsehsender an. Maureen macht Joanne einen Heiratsantrag, doch die Verlobung wird noch auf der Verlobungsfeier gelöst, da Maureen nicht mit Joannes Eifersucht und Joanne nicht mit Maureens Flirterei mit fremden Personen klarkommt. Als Mark, Roger, Mimi, Collins und Angel zu Mark und Roger gehen, treffen sie Benny an, der auf Bitten von Mimi die Möbel zurückgebracht hat.
Unter anderem wegen Mimis Drogensucht trennt sich Roger von Mimi und sie kommt wieder mit Benny zusammen. Angel verliert den Kampf gegen das HI-Virus und stirbt. Auf der Beerdigung kommt es zum Streit zwischen Mimi und Roger und zwischen Maureen und Joanne, doch Joanne und Maureen vertragen sich wieder. Roger fährt nach Sante Fe (New Mexico), um endlich einen Song zu schreiben. Mark kündigt nach einer Weile seinen Job, um einen Film über seine Freunde zu drehen. Roger kommt von Mimi nicht los und kommt zurück. Mimi wird seit drei Monaten vermisst. Am 24. Dezember 1990 treffen alle in Marks und Rogers Wohnung zusammen, als Maureen und Joanne Mimi krank und halbtot finden. Roger singt ihr sein Lied für sie vor und gesteht ihr damit seine Liebe, doch es scheint, als ob sie stirbt. Aber mit den Worten, dass Angel sie zurückgeschickt habe, kehrt sie ins Leben zurück und Mark präsentiert seinen Film, den er Angel gewidmet hat.

## Musik
Nur etwa 25 Minuten des Films laufen ohne Musik ab.
| Lied                | Sänger                                                       |
| ------------------- | ------------------------------------------------------------ |
| Seasons of love     | Mark, Roger, Mimi, Collins, Angel, Maureen, Joanne und Benny |
| Rent                | Solo von Mark und Roger dann mit Mimi und Ensemble           |
| You'll see          | Benny, Mark, Roger                                           |
| One song glory      | Roger                                                        |
| Light my candle     | Roger und Mimi                                               |
| Today 4 U           | Anfang: Collins, Rest: Angel                                 |
| Life Support        | Ensemble mit Collins und Angel                               |
| Tango Maureen       | Mark und Joanne                                              |
| Out tonight         | Mimi                                                         |
| Another day         | Roger und Mimi, später noch Mark, Roger, Collins und Angel   |
| Will I              | Mark, Roger, Collins und Angel mit Ensemble                  |
| Santa Fe            | Hauptsächlich Collins                                        |
| I'll cover you      | Collins und Angel                                            |
| Over the Moon       | Maureen                                                      |
| La vie Boheme       | Am Anfang Benny danach alle außer Benny mit Ensemble         |
| I should tell you   | Roger und Mimi                                               |
| Seasons of love     | Mark, Roger, Mimi, Collins, Angel, Maureen, Joanne und Benny |
| Take me or leave me | Maureen und Joanne                                           |
| Without you         | Hauptsächlich Mimi                                           |
| Goodbye Love        | Roger, Mimi, Collin, Maureen und Joanne                      |
| What you own        | Mark und Roger                                               |
| Your eyes           | Roger                                                        |
| No day but today    | Alle außer Benny und Angel                                   |

## Auszeichnungen
Der Film wurde für vier Satellite Awards 2005 nominiert, es gewann jedoch nur Rosario Dawson einen Award als Beste Nebendarstellerin in der Sparte Comedy/Musical. Des Weiteren war er für zwei BFCA Critics’ Choice Awards für Best Song und Best Acting Ensemble nominiert.